# Susanna Lehtinen
Susanna Minttu Maria Lehtinen (* 8. Mai 1983) ist eine ehemalige finnische Fußballspielerin. Die Mittelfeldspielerin stand zuletzt beim schwedischen Verein KIF Örebro unter Vertrag und spielte für die finnische Nationalmannschaft.
Lehtinen spielte für die Vereine Krykslätt IF, den FC Espoo und den FC Honka Espoo. Mit Honka gewann sie 2006 die finnische Meisterschaft. Danach wechselte sie in die USA und spielte für das Team der Florida Atlantic University, bevor sie zum schwedischen Verein KIF Örebro wechselte. Dort beendete sie im Jahr 2015 ihre Karriere.
Am 24. September 2005 debütierte sie in einem Spiel gegen Polen in der finnischen Nationalmannschaft. Bis 2014 bestritt sie 80 Länderspiele und erzielte drei Tore.